# Streda nad Bodrogom
Streda nad Bodrogom (Hongaars: Bodrogszerdahely) is een Slowaakse gemeente in de regio Košice, en maakt deel uit van het district Trebišov.
Streda nad Bodrogom telt 2.336 inwoners. De etnische Hongaren vormen de meerderheid van de bevolking, tot 1920 behoorde het stadje tot Hongarije. De plaatsnaamborden zijn tegenwoordig tweetalig Slowaaks en Hongaars.

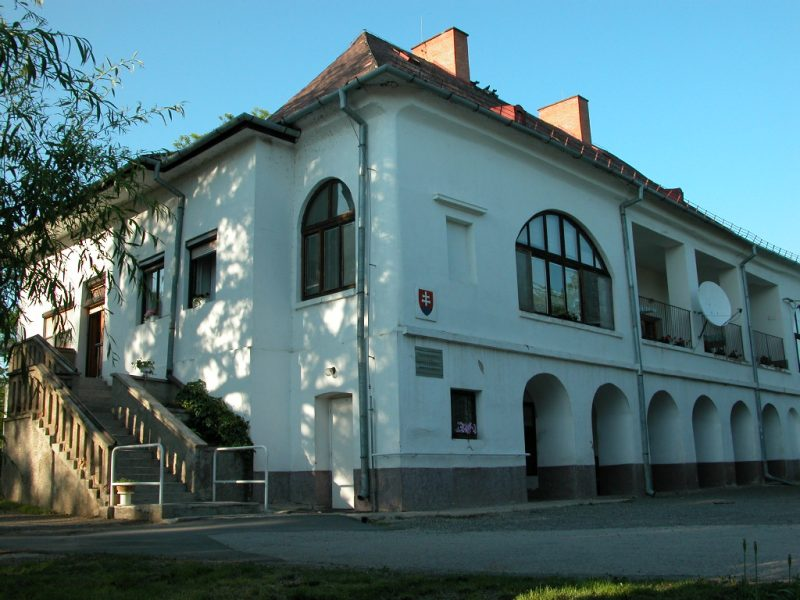
Streda nad Bodrogom

## Geboren
- Martin Prázdnovský (1975), Slowaaks wielrenner